# Október 29.
Október 29. az év 302. (szökőévben 303.) napja a Gergely-naptár szerint. Az évből még 63 nap van hátra.
Névnapok: Nárcisz + Ermelinda, Euzébia, Melinda, Narcissza, Narcisszusz, Némó, Őzike, Teofil, Zénó

## Események
- 439 – A vandálok elfoglalták Karthágót.
- 1497 – A háromnapos Koźmini csata vége, a lengyelek döntő vereséget szenvednek III. Istvántól.
- 1787 – Prágában bemutatják a Don Giovanni című operát. A zenekart Mozart vezényelte, valamint a zongorán is ő játszott.
- 1863 – Megalakult a Nemzetközi Vöröskereszt közvetlen elődje, a Sebesülteket Segélyező Nemzetközi Bizottság.
- 1888 – A konstantinápolyi egyezmény nemzetközi vízi úttá nyilvánítja a Szuezi-csatornát.
- 1906 – A kassai dómban örök nyugalomra helyezik Zrínyi Ilona és II. Rákóczi Ferenc Törökországból hazahozott hamvait.
- 1914 – Az Oszmán Birodalom a központi hatalmak oldalán belép az első világháborúba.
- 1915 – René Viviani utódaként Aristide Briand lesz Franciaország új miniszterelnöke.
- 1918 – IV. Károly magyar király Hadik János grófot nevezi ki Magyarország miniszterelnökévé, mely tisztséget három napig sikerül betöltenie.
- 1923 – Felbomlik az Oszmán Birodalom. A Nagy Nemzetgyűlés kikiáltja a Török Köztársaságot.
- 1956 – A szuezi válság idején Izrael e napon inváziót indít az egyiptomi Sínai-félsziget ellen, ejtőernyős alakulatok támogatásával.
- 1957 – Kézi vezérlésű bomba robban az izraeli parlamentben (Kneszet).
- 1958 – Borisz Paszternak visszautasítja az irodalmi Nobel-díjat.
- 1960 – Muhammad Ali (eredeti nevén Cassius Clay) megnyeri első profi bokszmeccsét (Tunney Hunsaker ellen, a 6.menetben).
- 1966 – Megalakul a NOW (National Organization of Women).
- 1972 – Arab terroristák Líbiába térítenek egy Lufthansa gépet. Túszaikért cserébe a fogva tartott olimpiai merénylők szabadon bocsátását követelik.
- 1989 – Nyilvános gyászmegemlékezés Berlinben. 20 000 kelet-német polgár egyperces csönddel adózik a Falnál megölt emberek emlékének.
- 1990 – Az ENSZ Biztonsági Tanácsa elítéli Szaddám Huszein rendszerét, mert Irakban folyamatosan megsértik az emberi jogokat, valamint szándékosan kárt okoznak a Kuvaiti háborúban, az olajkutak felgyújtásával.
- 1991 – A Galileo űrszonda elsőként repült el egy kisbolygó a 951 Gaspra mellett.
- 1996 – Budapesten a volt Ludovika épületében megnyitotta kapuit a Magyar Természettudományi Múzeum.
- 1998
  - John Glenn 77 éves veterán amerikai űrhajós a Discovery űrrepülőgép fedélzetén másodszor indul az űrbe, ezzel ő lesz a legidősebb ember, aki az űrben járt (ő volt az első amerikai űrhajós 1962-ben).
  - Egy göteborgi diszkóban (Svédország) tűz üt ki: 60 ember meghal, 173-an megsebesülnek. 2000-ben ezért 4 személyt 3-8 évig terjedő börtönbüntetésre ítélnek.
- 2004 – Az al-Dzsazíra által közzétett videófelvétellel Oszáma bin Láden bizonyítja az amerikaiak felé, hogy életben van.
- 2012 – Szita Bence-gyilkosság
- 2022 – Szöuli halloweeni tömegszerencsétlenség

## Sportesemények
Formula–1
- 1995 –  japán nagydíj, Suzuka - Győztes: Michael Schumacher  (Benetton Renault)
- 2017 –  mexikói nagydíj, Autódromo Hermanos Rodríguez - Győztes: Max Verstappen  (Red Bull-TAG Heuer Renault)

## Születések
- 1507 – Fernando Álvarez de Toledo y Pimentel spanyol államférfi, hadvezér, főnemes (grand), Huascar hercege, Coria márkija, Salvatierra grófja, az Aranygyapjas rend lovagja († 1582)
- 1798 – Jakab István drámaíró, műfordító, zeneszerző, publicista, az MTA tagja († 1876)
- 1805 – Bakonyi Sándor honvéd tábornok († 1851)
- 1831 – Othniel Charles Marsh amerikai őslénykutató († 1899)
- 1837 – Balogh Melanie magyar költő († 1861)
- 1839 – Steindl Imre magyar építész († 1902)
- 1844 – Kunz Jenő jogfilozófus, szociológus, az MTA tagja († 1926)
- 1861 – Andrej Petrovics Rjabuskin orosz történeti festő († 1904)
- 1863 – Körösfői-Kriesch Aladár magyar festőművész, szobrász, iparművész († 1920)
- 1871 – Baumann Károly magyar színész, dalénekes, az első magyar nyelvű kuplék előadója († 1920)
- 1876 – Somssich Gyula nagybirtokos, bankigazgató, felsőházi tag († 1953)
- 1882 – Fuchs Jenő magyar vívó, négyszeres olimpiai bajnok († 1954)
- 1882 – Jean Giraudoux francia író, drámaíró, diplomata († 1944)
- 1885 – Tihanyi Lajos magyar festőművész († 1938)
- 1886 – Faluhelyi Ferenc nemzetközi jogász, egyetemi tanár, jogtudós († 1944)
- 1888 – Li Ta-csao kínai kommunista, a Kínai Kommunista Párt alapítója († 1927)
- 1891 – Fanny Brice amerikai színésznő, énekesnő, táncosnő († 1951)
- 1897 – Joseph Goebbels a náci Németország népnevelési- kulturális- és propagandaminisztere († 1945)
- 1907 – Guerino Bertocchi olasz autóversenyző († 1981)
- 1910 – Sértő Kálmán magyar költő († 1941)
- 1915 – Milt Fankhauser amerikai autóversenyző († 1970)
- 1922 – Neal Hefti amerikai dzsessztrombitás, zeneszerző és hangszerelő († 2008)
- 1923 – Benedicto Campos argentin autóversenyző († 1972)
- 1923 – Donáth Ferencné (sz. Bozóky Éva) újságíró, tanár, könyvtáros († 2004)
- 1924 – Zbigniew Herbert, lengyel költő, esszéista, drámaíró, rádiójáték-író és moralista († 1998)
- 1928 – Spányik Éva Jászai Mari-díjas magyar színésznő érdemes művész († 2012)
- 1932 – Alex Soler-Roig spanyol autóversenyző
- 1933 – Schrammel Imre Kossuth-díjas magyar iparművész, keramikus, a nemzet művésze
- 1938 – Garamszegi Márta magyar színésznő
- 1944 – Denny Laine (er. Brian Hines) angol gitáros (Moody Blues, Wings)
- 1946 – Peter Green angol zenész (Fleetwood Mac) († 2020)
- 1946 – Ihász Gábor magyar énekes, gitáros, zeneszerző († 1989)
- 1947 – Richard Dreyfuss amerikai színész
- 1949 – Maurizio Flammini olasz autóversenyző
- 1951 – Tiff Needell (Timothy Richard Needell) brit autóversenyző
- 1958
  - Zeffer András Máté Péter-díjas magyar énekes, billentyűs (P. Mobil, Mobilmánia)[1]
  - Stefan Dennis ausztrál színész és énekes
- 1967 – Rufus Sewell angol színész
- 1967 – Kun Péter magyar énekes, gitáros (Triton, Sing Sing, Pokolgép, Edda Művek)  († 1993)
- 1971 – Winona Ryder amerikai színésznő
- 1990
  - Amarna Miller, spanyol színésznő
  - Eric Saade svéd énekes, a 2011-es Eurovíziós Dalfesztivál 3. helyezettje
- 1995 – Hiraoka Taku olimpiai bronzérmes japán hódeszkás

## Halálozások
- 1783 – Jean le Rond d’Alembert francia matematikus, filozófus, mérnök, enciklopédista (* 1717)
- 1911 – Joseph Pulitzer (er. Pulitzer József) magyar szárm. amerikai újságíró, sajtómágnás, a Pulitzer-díj alapítója (* 1847)
- 1937 – Fetter Károly szobrászművész (* 1889)
- 1942 – Antal Márk magyar pedagógus, matematikai szakíró, művelődéspolitikus (* 1880).
- 1946 – Kéky Lajos irodalom- és színháztörténész, az MTA tagja (* 1879)
- 1956 – Louis Rosier francia autóversenyző (* 1905)
- 1971 – Duane Allman amerikai gitáros (* 1946)
- 1971 – Arne Tiselius svéd Nobel-díjas biokémikus (* 1902)
- 1971 – Macskássy Gyula magyar rajzfilmrendező (* 1912)
- 1983 – Komáromy Andor magyar karmester, zeneszerző, zenei rendező (* 1900)
- 1997 – Anton Szandor LaVey a Sátán egyházának alapítója és főpapja volt, emellett író, okkultista, színész és zenész (* 1930)
- 2006 – Littay Gyula magyar operaénekes (* 1914)
- 2010
  - Rigó Jánosné magyar rádióbemondó, szerkesztő, riporter (* ?)
  - Sudó Takesi, a Pokémon-sorozat megalkotója (* 1949)
  - Antonio Mariscal mexikói műugró, edző, a Mexikói Olimpiai Bizottság tiszteletbeli tagja (* 1915)
- 2021 – Oszter Sándor Kossuth- és Jászai Mari-díjas magyar színész, érdemes művész (* 1948)

## Nemzeti ünnepek, emléknapok, világnapok
- A Török Köztársaság nemzeti ünnepe.